# بارتولومي موراليس
بارتولومي موراليس هو سياسي كوبي، ولد في 1737 في الجزيرة الخضراء في إسبانيا. انتخب Royal Governor of La Florida ‏.